# わし座V606星
わし座V606星（わしざV606せい、V606 Aquilae、V606 Aql）は、1899年にわし座に出現した新星である。

## 発見
ハーバード大学天文台の写真乾板を調べる中で、フレミングが発見した。この星は、1898年11月1日以前の写真には写っていなかったが、1899年4月21日の写真には7等級で写っていた。

## 特徴
発見時の明るさは、後に6.75等級と測定された。しかし、それ以前は半年近くにわたって観測がなく、極大は観測できていないものと考えられる。観測されている光度変化から推定される極大時の明るさは、5.5等級である。
発見後、新星は急速に減光し、2ヶ月あまりで3等級暗くなった。そのため、わし座V606星は減光が速い急新星（NA型）に分類される。その後、減光は一旦止まり、2ヶ月以上11等級を維持したが、翌年には13等台に、その後更に暗くなった。
光度極大から急に暗くなった後、ほぼ一定の光度を暫く維持するような新星の多くは、回帰新星とされる。わし座V606星でもそのような光度変化がみられるほか、ヘリウムイオンのスペクトルがみられることから、わし座V606星は回帰新星の可能性があるとされた。しかし、その後の観測では、ヘリウムイオンのスペクトルが検出されなかった上、新星の前駆天体が想定よりも暗く、爆発時の増光が回帰新星にしては大きすぎることから、回帰新星ではないか、特異な天体とみられる。